# Lipsothrix fenderi
Lipsothrix fenderi är en tvåvingeart som beskrevs av Alexander 1946. Lipsothrix fenderi ingår i släktet Lipsothrix och familjen småharkrankar. Inga underarter finns listade i Catalogue of Life.